# Sándor Puhl
Sándor Puhl, född 14 juli 1955 i Miskolc, död 20 maj 2021, var en ungersk fotbollsdomare som var verksam mellan 1984 och 2000 - mellan 1988 och 2000 dömde han även internationellt. Han anses vara en av 1990-talets bästa fotbollsdomare, där han blev utnämnd fyra gånger till årets bästa mellan åren 1994 och 1997. Puhl dömde bland annat VM-finalen 1994 mellan Brasilien och Italien på Rose Bowl i Pasadena, Kalifornien i USA och 1997 års Champions League-final mellan Borussia Dortmund och Juventus på Münchens Olympiastadion i München i Tyskland.
Efter domarkarriären har han varit bland annat vice ordförande för det nationella fotbollsförbundet Magyar Labdarúgó Szövetség och representant för fotbollen i Ungerns olympiska kommitté, båda mellan 2000 och 2006. Puhl har också suttit i Fifas domarutskott och varit domarinspektör åt Uefa.